# International Association for Bridge and Structural Engineering
L'International Association for Bridge and Structural Engineering, spesso abbreviata con l'acronimo IABSE, è un'associazione tecnico-scientifica senza scopo di lucro con lo scopo di promuovere la conoscenza dei diversi aspetti dell'ingegneria strutturale, dalle fasi di conseptual design e progettazione alla costruzione agli aspetti ambientali, estetici e sociali con i quali le grandi opere ingegneristiche devono confrontarsi.

## Storia
L'associazione è stata fondata nel 1929 a Zurigo, in Svizzera, dove si trova ancora la sede principale, e al 2018 è rappresentata da 51 gruppi nazionali in altrettanti paesi, compreso uno in Italia, e comprende membri da oltre 100 paesi del mondo.
L'associazione organizza annualmente, a rotazione in uno dei paesi membri, un convegno che è considerato uno dei maggiori appuntamenti mondiali dedicati all'architettura e all'ingegneria strutturale.
A partire dal 1991 pubblica inoltre la rivista quadrimestrale Structural Engineering International (SEI), su cui sono pubblicati rapporti e articoli scientifici di ingegneria strutturale e sulle nuove strutture realizzate.

## Premi

### International Award of Merit in Structural Engineering
A partire dal 1976 l'International Award of Merit in Structural Engineering è assegnato ogni anno ad una persona che si è distinta in modo particolare nel campo dell'ingegneria strutturale, con un particolare riguardo per l'utilità per la società. Le tematiche di lavoro possono riguardare la pianificazione, il progetto, la costruzione, lo studio dei materiali, la gestione, l'insegnamento o la ricerca.
I vincitori del premio sono stati:
- 1976: Kiyoshi Muto, Giappone
- 1977: Ulrich Finsterwalder, Germania
- 1978: Anton Tedesko, USA
- 1979: Oleg A. Kerensky, Regno Unito
- 1980: Nicolas Esquillan, Francia
- 1981: Fritz Leonhardt, Germania
- 1982: Fazlur Khan, USA
- 1982: George Winter, USA
- 1983: Guido Oberti, Italia
- 1984: Henrik Nylander, Svezia
- 1985: Julio Ferry Borges, Portogallo
- 1986: Masatane Kokubu, Giappone
- 1987: Guohao Li, Cina
- 1989: Hans Wittfoht, Germania
- 1990: Lars Östlund, Svezia
- 1991: Jörg Schlaich, Germania
- 1992: Leo Finzi, Italia
- 1993: Jean Muller, Francia
- 1994: T. N. Subbarao, India
- 1995: Mamoru Kawaguchi, Giappone
- 1996: Alan Garnett Davenport, Canada
- 1997: Bruno Thürlimann, Svizzera
- 1998: Peter Head, Regno Unito
- 2000: John E. Breen, USA
- 2001: John W. Fisher, USA
- 2002: Ian Liddell, Regno Unito
- 2003: Michel Virlogeux, Francia
- 2004: Chander Alimchandani, India
- 2005: Jean-Marie Cremer, Belgio
- 2006: Javier Manterola, Spagna
- 2007: Manabu Ito, Giappone
- 2008: Thomas Paulay, Nuova Zelanda
- 2009: Christian Menn, Svizzera
- 2010: Man-Chung Tang, USA
- 2011: Leslie E. Robertson, USA
- 2012: Hai-Fan Xiang, Cina
- 2013: Theodossios Tassios, Grecia
- 2014: William F. Baker,  USA
- 2015: Jose Calavera, Spagna
- 2016: non assegnato
- 2017: Juan José Arenas, Spagna
- 2018: Tristram Carfrae, Gran Bretagna

### Medaglia Anton Tedesko
La medaglia Anton Tedesko è un riconoscimento assegnato dalla IABSE Foundation a partire al 1998 e così chiamata in onore dell'ingegnere americano di origine tedesca Anton Tedesko. Il premio si compone di due parti: una medaglia assegnata ad un "Laureate" esperto come riconoscimento del suo lavoro per l'avanzamento dell'ingegneria strutturale e una borsa di studio di 25.000 franchi svizzeri per un giovane ingegnere per dargli la possibilità di fare esperienza all'estero lavorando in una prestigiosa azienda fuori dal suo paese di origine.

### Outstanding Structure Award
A partire dal 2000 l'associazione assegna ogni anno l'Outstanding Structure Award alle strutture, completate negli anni immediatamente precedenti, che si sono distinte in modo particolare per l'innovazione, la creatività o le caratteristiche strutturali.
Le strutture vincitrici dell'Outstanding Structure Award sono state:
| Anno  | Vincitori                                                                         | Immagine |
| ----- | --------------------------------------------------------------------------------- | -------- |
| 2019  | Mersey Gateway Bridge, tra Runcorn e Widnes, Regno Unito                          |          |
| 2018  | Ponte di Yavuz Sultan Selim, Istanbul, Turchia                                    |          |
| 2017  | Phoenix Centre Pechino, Cina                                                      |          |
| 2016  | Shanghai Tower, Shanghai, Cina                                                    |          |
| 2015  | New East Span, San Francisco, USA                                                 |          |
| 2014  | Ponte Taizhou, Provincia di Jiangsu, Cina                                         |          |
| 2013  | London Velopark, Londra, Regno Unito                                              |          |
| 2012  | Estadio Ciudad de La Plata, La Plata, Argentina                                   |          |
| 2011  | Burj Khalifa Tower, Dubai, Emirati Arabi Uniti                                    |          |
| 2010: | Centro acquatico nazionale di Pechino, Pechino, Cina                              |          |
| 2009  | Chiesa della Santissima Trinità (Fátima), Fátima, Portogallo                      |          |
| 2009  | Ponte dei Tre Paesi, Weil am Rhein in Germania and Huningue in Francia            |          |
| 2008  | Teatro dell'Opera di Copenaghen, Copenaghen, Danimarca                            |          |
| 2008  | Ponte Lupu, Shanghai, Cina                                                        |          |
| 2007  | La nuova copertura della Commerzbank-Arena, Francoforte, Germania                 |          |
| 2006  | Stazione centrale degli autobus di Amburgo, Amburgo, Germania                     |          |
| 2006  | Ponte Rion Antirion, Canale di Corinto, Grecia                                    |          |
| 2006  | Viadotto di Millau, Francia                                                       |          |
| 2005  | Gateshead Millennium Bridge, Regno Unito                                          |          |
| 2004  | Milwaukee Art Museum Milwaukee, Wisconsin, USA                                    |          |
| 2004  | Ampliamento dell'Aeroporto di Madera, Isola di Madera, Portogallo                 |          |
| 2003  | Bibliotheca Alexandrina, Alessandria, Egitto                                      |          |
| 2003  | Ponte sul Bras de la Plaine, Île de la Réunion, Francia                           |          |
| 2002  | Miho Museum Bridge, Giappone                                                      |          |
| 2002  | Stade de France, Parigi, Francia                                                  |          |
| 2002  | Ponte di Øresund, Danimarca-Svezia                                                |          |
| 2001  | Guggenheim Museum Bilbao, Bilbao, Spagna                                          |          |
| 2001  | Ponte Sunniberg, Klosters, Svizzera                                               |          |
| 2000  | Hall di vetro della Fiera di Lipsia, Germania                                     |          |
| 2000  | Edificio per gli uffici e i laboratori della Keyence Corporation, Osaka, Giappone |          |